# Flor Silvestre
(Nume spaniole: primul, numele de familie al tatălui : Jiménez, al doilea, numele de familie al mamei: Chabolla)

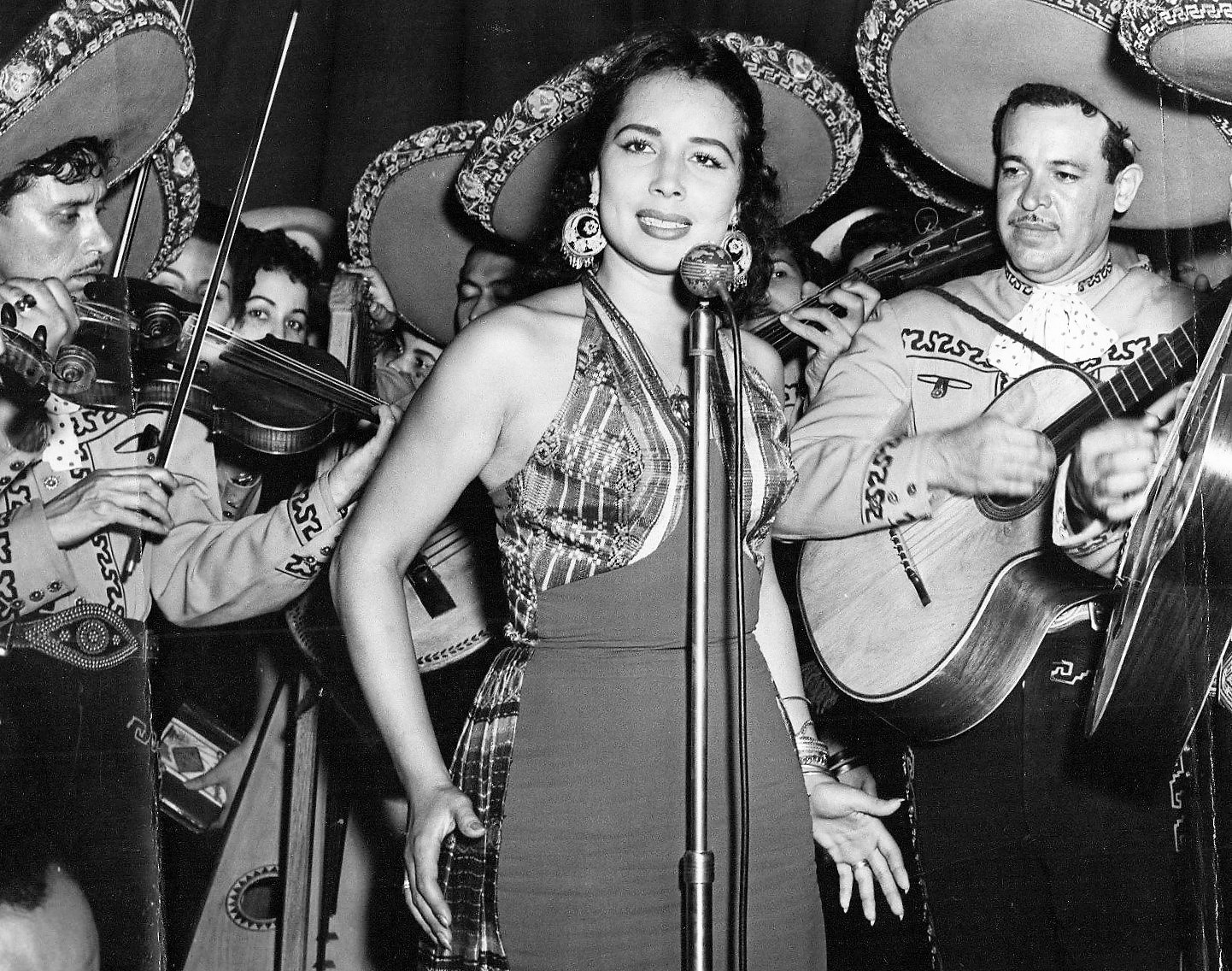
Flor Silvestre cântând ranchera cu Mariachi Pulido în 1955 la o vizită în Republica Dominicană

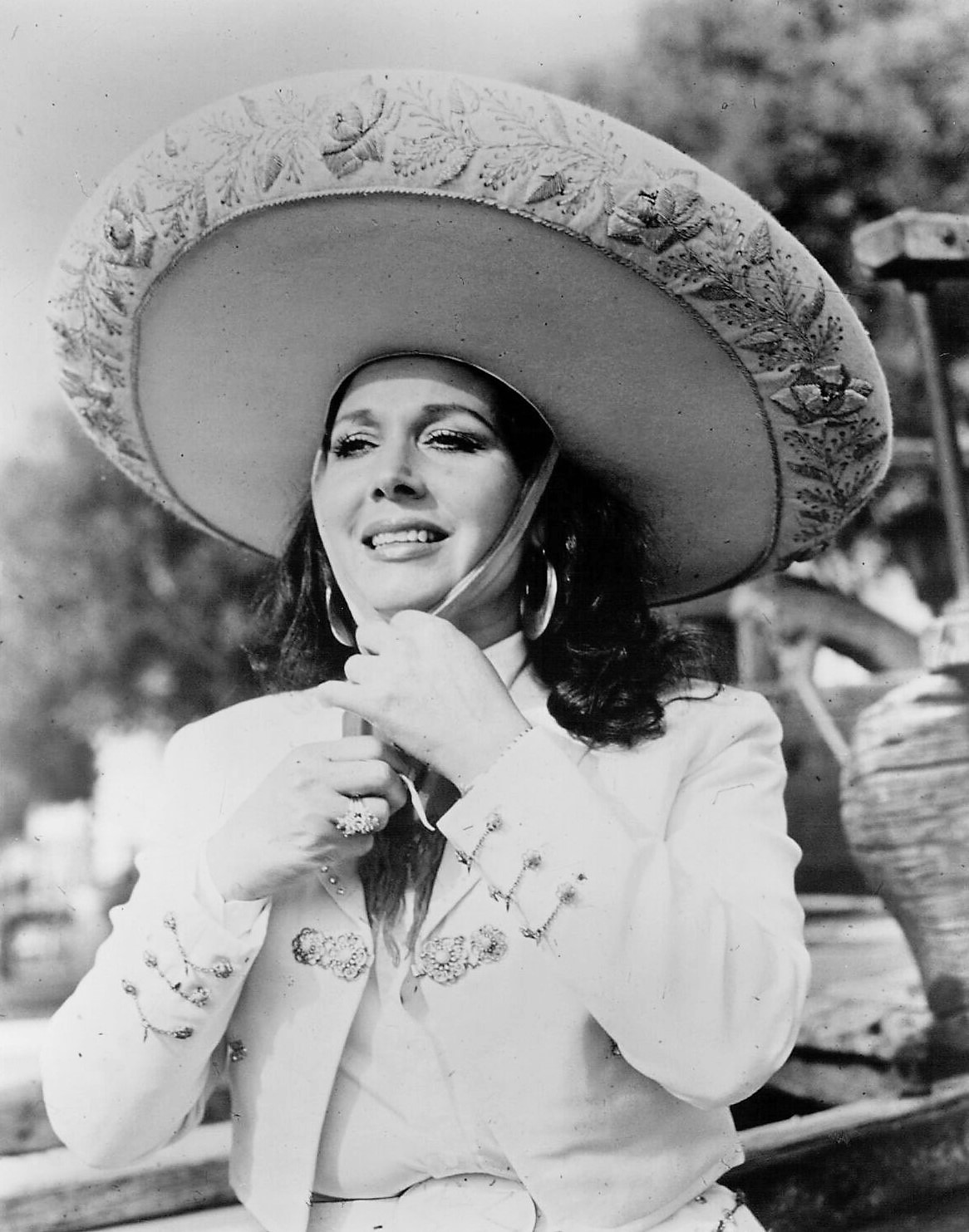
Cântăreața și actrița Flor Silvestre

Flor Silvestre , pseudonimul lui Guillermina Jiménez Chabolla (n. 16 august 1930, Salamanca, Guanajuato, Mexic – d. 25 noiembrie 2020, Villanueva⁠(d), Zacatecas, Mexic) a fost o cântăreață și actriță mexicană, având mai mult de șaptezeci de ani de carieră în muzică, film, radio, televiziune și teatru, aparține așa-numitei „Epoci de Aur a cinematografiei mexicane” și este una dintre marile actrițe din acea vreme. Flor Silvestre este una dintre cele mai emblematice interprete feminine de muzică mexicană, din genurile ranchera, bolero, bolero ranchero și huapango, cu peste 300 de înregistrări la trei case de discuri: Columbia, RCA Víctor și Musart. În 1945, ea a fost declarată ca „Sufletul cântecului Ranchera”  iar în 1950, anul în care și-a obținut consacrarea la postul de radio „XEW-AM” din Ciudad de México, a fost recunoscută drept „Regina cântecului mexican”.

## Biografie
Este cel de-al treilea copil și a doua fiică a lui Jesús Jiménez Cervantes, un măcelar și María de Jesús Chabolla Peña. Tatăl ei a deținut și condus un magazin de carne în Salamanca. Frații ei mai mari sunt Francisco "Pancho" și Raquel, iar frații mai mici  Enriqueta "La Prieta Linda", José Luis, María de la Luz "Mary" și Arturo. Enriqueta și María de la Luz au devenit de asemenea cântăreți.
Guillermina a fost crescută la Salamanca și a început să cânte la o vârstă fragedă. Părinții ei, care erau și ei pasionați de cânt, au încurajat-o să continue. Iubea muzica mariachi a cântăreților celebri mexicani Jorge Negrete și Lucha Reyes,  și ea însăși a cântat melodii aparținând genurilor pasodoble, tango și bolero, care erau populare în Mexic la sfârșitul anilor 1930. Interesul ei pentru cântat și actorie a determinat-o să participe la concursuri de Crăciun, piese școlare și festivaluri locale.
Mama ei, care dorea să se mute în Mexico City, a cerut tatălui să vândă toate proprietățile din Salmanca și să-și mute familia în capitala mexicană. María de Jesús și-a luat cei trei copii mai mici cu ea în Mexico City, lăsând pe cei mai vârstnici patru (inclusiv Guillermina) în Salamanca, în grija surorilor sale, care erau călugărițe. Guillermina a terminat școala primară la Salamanca înainte de a se reîntâlni cu familia ei în Mexico City. În Mexico City, părinții ei au înscris-o la Escuela Bancaria Comercial Milton, unde a luat cursuri de secretariat.

## Viața privată
Flor Silvestre s-a căsătorit cu primul ei soț, Andrés Nieto, în anii ’40. Ea a născut primul copil (devenită cântăreață și dansatoare Dalia Inés Nieto), pe când avea 16 ani.
În jurul anului 1953, Flor Silvestre s-a căsătorit cu crainicul radio și cronicarul luptelor de tauri Francisco Rubiales Calvo „Paco Malgesto” (1914–1978), care avea să devină ulterior un celebru prezentator și pionier al televiziunii mexicane. Au avut doi copii, traducătorul Francisco Rubiales și cântăreața și actrița Marcela Rubiales. Cuplul a divorțat în 1958.
Al treilea și ultimul soț al lui Flor Silvestre a fost cântărețul și actorul Antonio Aguilar, care a murit în 2007. El a fost iubirea vieții ei. S-au cunoscut pentru prima dată în 1950, când a fost invitat să cânte în programul ei „Increíble pero cierto” la studioul „Verde y Oro” al postului de radio „XEW” din Mexico City. În 1955, au făcut primul film împreună, La huella del chacal, dar relația lor a început atunci când au realizat filmul El rayo de Sinaloa în 1957. S-au căsătorit în 1959 (sau în 1960, conform unor surse) și au avut doi fii care de asemenea au devenit cântăreți și actori, Antonio "Toño" Aguilar și José "Pepe" Aguilar. 

## Premii și omagii
Flor Silvestre a primit numeroase premii și onoruri de-a lungul carierei sale. Are amprentele sale în Plaza de las Estrellas (echivalentul mexican al Walk of Fame din Hollywood).
- În 1966, Musart Records i-a acordat Trébol de Oro (Trifoiul de Aur în spaniolă), fiind artista cu cel mai mare număr de discuri vândute, în 1965.
- În 1970, Musart Records i-a acordat încă un  Trébol de Oro, fiind artista cu cel mai mare număr de discuri vândute, în 1969.[13]
- În 1972, a câștigat premiul Record World pentru cea mai bună actriță-cântăreață mexicană.
- În 2001, Asociația Națională a Actorilor i-a acordat Medalia Eduardo Arozamena pentru cariera de 50 de ani.[14]
- În 2008, a fost marele mareșal al Mexican Independence Parade del Comité Mexicano Cívico Patriótico din Los Angeles, California.[15]
- În 2010, cea de-a 21-a ediție a Zilei Mondiale de Mariachi (Día Mundial del Mariachi) i-a acordat Medalia „Pedro Infante” pentru „munca sa deosebită și răspândirea muzicii mexicane”.
- În 2015, în timpul lansării documentarului intitulat Flor Silvestre: Su destino era querer, a fost omagiată în Lagos de Moreno, Jalisco; Los Angeles, California;[16] și Aguascalientes, Aguascalientes, Aguascalientes.[17]

## Discografie
Flor Silvestre a făcut primele înregistrări în 1950 la casa de discuri Columbia Mexic (Discos Columbia de México). În cadrul acestor sesiuni de înregistrare, a fost susținută de mariachi lui Gilberto Parra și Rubén Fuentes. Zece dintre aceste înregistrări, care au fost lansate inițial pe single-uri de 78 rpm, au fost incluse în cel mai mare album de succes Flor Silvestre canta sus éxitoitos, lansat în 1964 de către filiala Okeh al casei Columbia.
În 1957 a făcut înregistrări la casa RCA Victor, în același an încheie contract de lungă durată cu casa  Musart.

### Single
- 1950 "Imposible olvidarte" / "Que Dios te perdone (Dolor de ausencia)"
- 1950 "Pobre corazón" / "Viejo nopal"
- 1950 "Guadalajara" / "Mi amigo el viento"
- 1950 "Siempre el amor" / "Con un polvo y otro polvo"
- 1950 "Adoro a mi tierra" / "La presentida"
- 1950 "Llorar amargo" / "Oye, morena"
- 1957 "Cielo rojo" / "Qué padre es la vida"
- 1959 "Ay! el amor" / "El ramalazo"
- 1964 "Mi destino fue quererte" / "Viejo nopal"
- 1964 "Gaviota traidora" / "La puerta blanca"
- 1966 "Celosa" / "Te necesito"
- 1967 "El despertar" / "Miel amarga"
- 1967 "Perdámonos" / "El patito feo"
- 1968 "No vuelvo a amar" / "No es tan fácil"
- 1971 "Sin mentira ni traición" / "Las noches las hago días"
- 1972 "El tiempo que te quede libre" / "Seis años"
- 1976 "La basurita" / "Nuestra tumba"

## Albume
- Flor Silvestre (1958)
- Flor Silvestre con el Mariachi México (1963)
- Flor Silvestre con el Mariachi México, vol. 2 (1964)
- La sentimental Flor Silvestre (1964)
- La acariciante voz de Flor Silvestre (1965)
- Celosa con Flor Silvestre y otros éxitos (1966)
- Boleros rancheros con la acariciante voz de Flor Silvestre (1967)
- Flor Silvestre, vol. 6 (1967)
- Flor Silvestre, vol. 7 (1968)
- Flor Silvestre, vol. 8 (1968)
- Amor, siempre amor (1970)
- Flor Silvestre y las canciones de sus tríos favoritos (c. 1971)
- Las noches las hago días (c. 1971)
- Una gran intérprete y dos grandes compositores (1972)
- La voz que acaricia (1972)
- Canciones con alma (1972)
- La onda norteña (1973)
- Aquella (1974)
- Con todo mi amor a mi lindo Puerto Rico (1974)
- Y yo (1975)
- La basurita (1976)
- Arrullo de Dios (1977)
- Ahora sí va en serio (1978)
- Flor Silvestre cantando norteño (1984)
- No te pido más (1988)
- Flor Silvestre con tambora (1991)
- Me regalo contigo (1994)
- Flor Silvestre con tambora (2001)
- Soledad: canto a mi amado y a su recuerdo (2010)

## Filmografie selectivă
Flor Silvestre a apărut în mai mult de șaptezeci de filme, aproape întotdeauna ca protagonistă și uneori ca actriță sau invitată muzical. Cariera sa de film se întinde pe mai multe genuri, printre care comedia ranchera, drama rurală, westernul mexican, comedia urbană și drama revoluției mexicane. A jucat în următoarele filme clasice mexicane:
- 1950 Primero soy mexicano
- 1951 El tigre enmascarado
- 1952 El lobo solitario
- 1952 La justicia del lobo
- 1952 Vuelve el lobo
- 1956 La huella del chacal
- 1956 Rapto al sol
- 1956 La justicia del gavilán vengador, regia Jaime Salvador
- 1957 El bolero de Raquel
- 1957 Călărețul fără cap (El jinete sin cabeza), regia Chano Urueta
- 1957 La cabeza de Pancho Villa
- 1957 La rebelión de la sierra, regia Roberto Gavaldón
- 1958 Los muertos no hablan
- 1958 ¡Paso a la juventud..!
- 1959 La cucaracha, regia Ismael Rodríguez
- 1959 Mi mujer necesita marido
- 1959 Kermesse
- 1959 Tan bueno el giro como el colorado
- 1959 Pueblo en armas
- 1959 El hombre del alazán
- 1959 El ciclón
- 1959 Escuela de verano
- 1959 ¡Quietos todos!
- 1960 El gran pillo
- 1960 Dos locos en escena
- 1960 Las hermanas Karambazo
- 1960 Poker de reinas
- 1960 Las tres coquetonas
- 1960 Vivo o muerto
- 1960 De tal palo tal astilla
- 1960 Los fanfarrones
- 1960 ¡Viva la soldadera!
- 1960 Luciano Romero
- 1961 Juan sin miedo
- 1962 Ánimas Trujano
- 1962 La venganza de la sombra
- 1962 La trampa mortal
- 1963 Aquí está tu enamorado
- 1964 Tres muchachas de Jalisco
- 1964 El revólver sangriento
- 1965 Escuela para solteras
- 1965 El rifle implacable
- 1965 Alma llanera
- 1966 El tragabalas
- 1966 El alazán y el rosillo
- 1968 Caballo prieto azabache
- 1968 El as de oros
- 1969 Lauro Puñales
- 1969 El ojo de vidrio
- 1970 Vuelve el ojo de vidrio
- 1974 Simon Blanco, regia Mario Hernández
- 1975 Don Herculano enamorado, regia Mario Hernández
- 1977 El moro de cumpas, regia Mario Hernández
- 1979 Mi caballo el cantador, regia Mario Hernández
- 1979 Benjamín Argumedo el rebelde, regia Mario Hernández
- 1980 Albur de amor, regia Alfredo Gurrola
- 1980 Sabor a sangre, regia Mario Hernández
- 1980 Persecución y muerte de Benjamín Argumedo, regia Mario Hernández
- 1991 Triste recuerdo, regia Mario Hernández